# Serafim Joantă

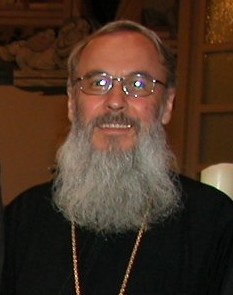
Serafim Joantă (2007)

Serafim Joantă (* 4. September 1948 in Boholț, Kreis Făgăraș, Rumänien) ist seit 1994 der Rumänisch-Orthodoxe Erzbischof und Metropolit für Deutschland, Zentral- und Nordeuropa.

## Ausbildung
Die gymnasiale Schulausbildung bis zum Abitur absolvierte er in Făgăraș. Seine theologische Ausbildung erfolgte in einer der beiden von den Kommunisten genehmigten theologischen Hochschulen Rumäniens, nämlich in Sibiu. Dort erlangte er sein Lizenziatsdiplom. 1982 wurde er an das Orthodoxe Theologische Institut „St. Serge“ in Paris gesandt. Dort promovierte er 1985 mit einer Dissertation über die Geschichte des rumänischen Hesychasmus.
Nach seiner Promotion lehrte er am gleichen Institut „Die Geschichte ökumenischer Konzilien 325–787“ und „Die Geschichte der orthodoxen Kirchen“. Kurz vor der 1989-er Wende kehrte er nach Rumänien zurück. Zwischen 1989 und 1990 war er als wissenschaftlicher Assistent an der Theologischen Fakultät in Hermannstadt tätig.

## Kirchlicher Werdegang
Zwischen 1974 und 1975 wirkte er als zölibatärer Priester im Dorf Pojorta, nahe Făgăraș. Danach, von 1975 bis 1982, war er Museograph und Priester bei der Bistumskathedrale in Alba Iulia. Am 17. Februar 1990 empfing er die Tonsur als Mönch und den Rang eines Archimandriten. Die Ordination zum Bischof erfolgte einen Monat später am 11. März und wurde von Metropolit Antonie Plămădeală und von den mit ihm konzelebrierenden Bischöfen vorgenommen. Dadurch wurde er Weihbischof des Erzbistums von Hermannstadt und trug den Titel Făgărășanul (von Fogarasch). Dort wirkte er bis 1994 und zu seinem Verantwortungsbereich gehörten unter anderem die Mission, die Katechese und die diakonische Aktivität der Siebenbürger Metropolie. Gleichzeitig unterrichtet er christliche Mission und orthodoxe Spiritualität an der Theologischen Fakultät in Hermannstadt. Als besonderen Auftrag hat er die Leitung des missionarischen Vereins „Das Heer des Herren“, welcher damals circa 300.000 Mitglieder zählte.
Seit 2018 ist er orthodoxer Ko-Vorsitzender des Gemeinsamen orthodox-katholischen Arbeitskreises St. Irenäus.

## Ehrungen und Auszeichnungen
- 2009 erhielt er die Bayerische Verfassungsmedaille in Silber.
- 2012 Stern von Rumänien – Rittergrad[4]
- 2013 Wilhelm-Löhe-Medaille[5][6]
- 2015 Bayerischer Verdienstorden
- 2021 Abt-Emmanuel-Heufelder-Preis[7]

## Veröffentlichungen
- Roumanie. Tradition et culture hésychastes (= Spiritualité orientale. 46). Abbaye de Bellefontaine, Bégrolles-en-Mauges 1987, ISBN 2-85589-046-2.
  - deutsch: Hesychasmus. Rumänische Tradition und Kultur. Verlag Der Christliche Osten, Würzburg 2003, ISBN 3-927894-36-2.
- Le renouveau philocalique du XVIIIe siecle et son influence sur la vie liturgique. In: Achille M. Triacca, Alessandro Pistoia (Hrsg.): Liturgie. Conversion et Vie monastique (= Bibliotheca „Ephemerides Liturgicae“. Subsidia. 48). CLV – Edizioni Liturgiche, Rom 1989, ISBN 88-85918-42-5, S. 159–183.
- Les disciples roumaines du staretz Paissij. In: Le Messager orthodoxe. Nr. 105 = II, 1987, ISSN 0150-3448, S. 66–78.
- Sfânta Liturghie. In: Credința ortodoxă și viața creștină. s. n., Sibiu 1992, S. 281–298.
- Din istoria isihasmului până în secolul XV. In: Ioan I. Ică Jr. (Hrsg.): Persoană și comuniune. Prinos de cinstire. Părintelui Profesor Academician Dumitru Stăniloae la împlinirea vârstei de 90 de ani. Arhiepiscopiei ortodoxe, Sibiu 1993, S. 549–564.
- Deasă sau rară împărtășire. In: Neofit Kavsokalivitul, Nicodim Aghioritul: Despre dumnezeiasca împărtășanie cu preacuratele lui Hristos taine. Orthodoxos Kypseli, Thessaloniki 1993, S. 9–24.
- Aus dem Glauben leben. Gesammelte Texte von Metropolit Serafim von Deutschland, Zentral- und Nordeuropa zur orthodoxen Theologie und Spiritualität (= Seria Academia. 8). Zu seinem 60. Geburtstag ausgewählt, eingeleitet und herausgegeben von Jürgen Henkel. Schiller Verlag, Sibiu (Hermannstadt)/Bonn 2008, ISBN 978-973-88756-3-0.
- Geistliche Vaterschaft und Gegenwart. In: Glaube in der 2. Welt. Ökumenisches Forum für Glauben, Religion und Gesellschaft in Ost und West. Jg. 37, Heft 3, 2009, ISSN 0254-4377, S. 21–23.
- Grundlegende Werte der Orthodoxie. In: Glaube in der 2.Welt. Ökumenisches Forum für Glauben, Religion und Gesellschaft in Ost und West. Jg. 37, Heft 12, 2009, S. 16–19.
- Die Eucharistie in der orthodoxen Tradition. In: Orthodoxie aktuell. Informationen aus der Orthodoxen Kirche. Jg. 14, Heft 6, Juni 2010, ISSN 1433-5417, S. 2–6.